# Elezioni comunali in Liguria del 2023
Le elezioni comunali in Liguria del 2023 si sono tenute il 14 e 15 maggio (con ballottaggio il 28 e 29 maggio).

## Riepilogo sindaci eletti
| Provincia | Comune         | Sindaco uscente | Sindaco uscente            | Sindaco eletto | Sindaco eletto             | Primo turno | Primo turno | Secondo turno | Secondo turno | Seggi   |
| Provincia | Comune         | Sindaco uscente | Sindaco uscente            | Sindaco eletto | Sindaco eletto             | Voti        | %           | Voti          | %             | Seggi   |
| --------- | -------------- | --------------- | -------------------------- | -------------- | -------------------------- | ----------- | ----------- | ------------- | ------------- | ------- |
| Genova    | Sestri Levante |                 | Pietro Gianelli            |                | Francesco Solinas (Ind.)   | 2.556       | 28,82       | 4.859         | 58,23         | 10 / 16 |
| Imperia   | Imperia        |                 | Claudio Scajola (Ind.)     |                | Claudio Scajola (Ind.)     | 12.173      | 62,97       | —             | —             | 21 / 32 |
| Imperia   | Ventimiglia    |                 | Samuele De Lucia           |                | Flavio Di Muro (LSP)       | 4.139       | 37,99       | 5.326         | 56,19         | 10 / 16 |
| La Spezia | Sarzana        |                 | Cristina Ponzanelli (Ind.) |                | Cristina Ponzanelli (Ind.) | 6.051       | 53,86       | —             | —             | 10 / 16 |

## Città metropolitana di Genova

### Sestri Levante
| Candidati                     | Candidati                    | II turno                | II turno                | I turno | I turno | Liste                | Voti  | %     | Seggi |
| Candidati                     | Candidati                    | Voti                    | %                       | Voti    | %       | Liste                | Voti  | %     | Seggi |
| ----------------------------- | ---------------------------- | ----------------------- | ----------------------- | ------- | ------- | -------------------- | ----- | ----- | ----- |
|                               | Francesco Solinas ✔️ Sindaco | 4 859                   | 58,23                   | 2 556   | 28,82   | Sestri per Tutti     | 917   | 11,13 | 4     |
| Francesco Solinas Sindaco     | Francesco Solinas ✔️ Sindaco | 4 859                   | 58,23                   | 2 556   | 28,82   | 711                  | 8,63  | 3     |       |
| Noi con Solinas Sindaco       | Francesco Solinas ✔️ Sindaco | 4 859                   | 58,23                   | 2 556   | 28,82   | 623                  | 7,56  | 3     |       |
|                               | Marcello Massucco            | 3 486                   | 41,77                   | 3 103   | 34,99   | Progresso per Sestri | 2 168 | 26,31 | 3     |
| Sestri un Passo Avanti        | Marcello Massucco            | 3 486                   | 41,77                   | 3 103   | 34,99   | 510                  | 6,19  | –     |       |
| Sinistra in Comune            | Marcello Massucco            | 3 486                   | 41,77                   | 3 103   | 34,99   | 255                  | 3,09  | –     |       |
| Sestri in Movimento           | Marcello Massucco            | 3 486                   | 41,77                   | 3 103   | 34,99   | 85                   | 1,03  | –     |       |
| Partecip@ Attiva              | Marcello Massucco            | 3 486                   | 41,77                   | 3 103   | 34,99   | 35                   | 0,42  | –     |       |
| Seggio di coalizione          | Seggio di coalizione         | Seggio di coalizione    | 41,77                   | 3 103   | 34,99   | 1                    |       |       |       |
|                               | Diego Pistacchi              | Diego Pistacchi         | Diego Pistacchi         | 1 992   | 22,46   | Fratelli d'Italia    | 814   | 9,88  | 1     |
| Pistacchi Sindaco (FI - LSP)  | Diego Pistacchi              | Diego Pistacchi         | Diego Pistacchi         | 1 992   | 22,46   | 589                  | 7,15  | –     |       |
| Sestriamo                     | Diego Pistacchi              | Diego Pistacchi         | Diego Pistacchi         | 1 992   | 22,46   | 418                  | 5,07  | –     |       |
| Seggio di coalizione          | Seggio di coalizione         | Seggio di coalizione    | Diego Pistacchi         | 1 992   | 22,46   | 1                    |       |       |       |
|                               | Nicola Rollando              | Nicola Rollando         | Nicola Rollando         | 460     | 5,19    | Unione Popolare      | 412   | 5,00  | –     |
|                               | Giorgio Calabrò              | Giorgio Calabrò         | Giorgio Calabrò         | 371     | 4,18    | Sestri al Centro (A) | 358   | 4,34  | –     |
|                               | Francesco Muzio              | Francesco Muzio         | Francesco Muzio         | 237     | 2,67    | Noi con Te           | 211   | 2,56  | –     |
|                               | Gian Franco Scartabelli      | Gian Franco Scartabelli | Gian Franco Scartabelli | 149     | 1,68    | Segesta Domani       | 134   | 1,63  | –     |
| Totale                        | Totale                       | 8 345                   | 100                     | 8 868   | 100     |                      | 8 240 | 100   | 16    |
|                               |                              |                         |                         |         |         |                      |       |       |       |
| Fonte: Ministero dell'interno |                              |                         |                         |         |         |                      |       |       |       |

## Provincia di Imperia

### Imperia
|                                | Claudio Scajola ✔️ Sindaco | 12 173               | 62,97 | Avanti con Scajola    | 5 475  | 30,02 | 10 |  |  |
| Insieme con Scajola (FdI - FI) | Claudio Scajola ✔️ Sindaco | 12 173               | 62,97 | 5 054                 | 27,71  | 9     |    |  |  |
| Prima Imperia                  | Claudio Scajola ✔️ Sindaco | 12 173               | 62,97 | 1 108                 | 6,08   | 2     |    |  |  |
|                                | Ivan Bracco                | 4 365                | 22,58 | Partito Democratico   | 1 932  | 10,59 | 3  |  |  |
| Imperia Rinasce                | Ivan Bracco                | 4 365                | 22,58 | 1 357                 | 7,44   | 2     |    |  |  |
| Alleanza Verdi e Sinistra      | Ivan Bracco                | 4 365                | 22,58 | 833                   | 4,57   | 1     |    |  |  |
| Seggio di coalizione           | Seggio di coalizione       | Seggio di coalizione | 22,58 | 1                     |        |       |    |  |  |
|                                | Enrico Lauretti            | 1 299                | 6,72  | Società Aperta        | 1 163  | 6,38  | 1  |  |  |
| Seggio di coalizione           | Seggio di coalizione       | Seggio di coalizione | 6,72  | 1                     |        |       |    |  |  |
|                                | Luciano Zarbano            | 1 219                | 6,31  | Imperia Senza Padroni | 1 086  | 5,95  | 1  |  |  |
| Seggio di coalizione           | Seggio di coalizione       | Seggio di coalizione | 6,31  | 1                     |        |       |    |  |  |
|                                | Stefano Semeria            | 275                  | 1,42  | Movimento 5 Stelle    | 229    | 1,26  | 0  |  |  |
| Totale                         | Totale                     | 19 331               | 100   |                       | 18 237 | 100   | 32 |  |  |
|                                |                            |                      |       |                       |        |       |    |  |  |
| Fonte: Ministero dell'Interno  |                            |                      |       |                       |        |       |    |  |  |

### Ventimiglia
| Candidati                     | Candidati                 | II turno             | II turno         | I turno | I turno | Liste                    | Voti   | %     | Seggi |
| Candidati                     | Candidati                 | Voti                 | %                | Voti    | %       | Liste                    | Voti   | %     | Seggi |
| ----------------------------- | ------------------------- | -------------------- | ---------------- | ------- | ------- | ------------------------ | ------ | ----- | ----- |
|                               | Flavio Di Muro ✔️ Sindaco | 5 326                | 56,19            | 4 139   | 37,99   | Lega                     | 1 273  | 12,45 | 3     |
| Forza Italia                  | Flavio Di Muro ✔️ Sindaco | 5 326                | 56,19            | 4 139   | 37,99   | 1 148                    | 11,23  | 3     |       |
| Fratelli d'Italia             | Flavio Di Muro ✔️ Sindaco | 5 326                | 56,19            | 4 139   | 37,99   | 1 080                    | 10,57  | 3     |       |
| Torna Grande Ventimiglia      | Flavio Di Muro ✔️ Sindaco | 5 326                | 56,19            | 4 139   | 37,99   | 560                      | 5,48   | 1     |       |
| Unione di Centro              | Flavio Di Muro ✔️ Sindaco | 5 326                | 56,19            | 4 139   | 37,99   | 16                       | 0,16   | –     |       |
|                               | Gabriele Sismondini       | 4 152                | 43,81            | 3 149   | 28,90   | Partito Democratico      | 1 103  | 10,79 | 2     |
| Sismondini Sindaco            | Gabriele Sismondini       | 4 152                | 43,81            | 3 149   | 28,90   | 917                      | 8,97   | 1     |       |
| Ventimiglia Riparte           | Gabriele Sismondini       | 4 152                | 43,81            | 3 149   | 28,90   | 499                      | 4,88   | –     |       |
| Ventimiglia in Movimento      | Gabriele Sismondini       | 4 152                | 43,81            | 3 149   | 28,90   | 455                      | 4,45   | –     |       |
| Seggio di coalizione          | Seggio di coalizione      | Seggio di coalizione | 43,81            | 3 149   | 28,90   | 1                        |        |       |       |
|                               | Tiziana Panetta           | Tiziana Panetta      | Tiziana Panetta  | 1 364   | 12,52   | Ventimiglia nel Cuore    | 628    | 6,14  | –     |
| Federazione Civica            | Tiziana Panetta           | Tiziana Panetta      | Tiziana Panetta  | 1 364   | 12,52   | 597                      | 5,84   | –     |       |
| Seggio di coalizione          | Seggio di coalizione      | Seggio di coalizione | Tiziana Panetta  | 1 364   | 12,52   | 1                        |        |       |       |
|                               | Gaetano Scullino          | Gaetano Scullino     | Gaetano Scullino | 1 114   | 10,22   | Scullino Sindaco         | 726    | 7,10  | –     |
| Scelgo Ventimiglia            | Gaetano Scullino          | Gaetano Scullino     | Gaetano Scullino | 1 114   | 10,22   | 234                      | 2,29   | –     |       |
| Democrazia Cristiana          | Gaetano Scullino          | Gaetano Scullino     | Gaetano Scullino | 1 114   | 10,22   | 14                       | 0,14   | –     |       |
| Seggio di coalizione          | Seggio di coalizione      | Seggio di coalizione | Gaetano Scullino | 1 114   | 10,22   | 1                        |        |       |       |
|                               | Roberto Parodi            | Roberto Parodi       | Roberto Parodi   | 766     | 7,03    | Frontalieri (A)          | 665    | 6,51  | –     |
| Seggio di coalizione          | Seggio di coalizione      | Seggio di coalizione | Roberto Parodi   | 766     | 7,03    | 1                        |        |       |       |
|                               | Maria Spinosi             | Maria Spinosi        | Maria Spinosi    | 363     | 3,33    | Ventimiglia Progressista | 307    | 3,00  | –     |
| Totale                        | Totale                    | 9 478                | 100              | 10 895  | 100     |                          | 10 222 | 100   |       |
|                               |                           |                      |                  |         |         |                          |        |       |       |
| Fonte: Ministero dell'interno |                           |                      |                  |         |         |                          |        |       |       |

## Provincia della Spezia

### Sarzana
|                                  | Cristina Ponzanelli ✔️ Sindaca | 6 051                | 53,86 | Cristina Ponzanelli Sindaco | 2 048  | 19,08 | 4  |  |  |
| Fratelli d'Italia                | Cristina Ponzanelli ✔️ Sindaca | 6 051                | 53,86 | 1 349                       | 12,57  | 3     |    |  |  |
| Avanti Sarzana                   | Cristina Ponzanelli ✔️ Sindaca | 6 051                | 53,86 | 815                         | 7,59   | 1     |    |  |  |
| Lega                             | Cristina Ponzanelli ✔️ Sindaca | 6 051                | 53,86 | 589                         | 5,49   | 1     |    |  |  |
| Forza Italia                     | Cristina Ponzanelli ✔️ Sindaca | 6 051                | 53,86 | 522                         | 4,86   | 1     |    |  |  |
| Sarzana Civica                   | Cristina Ponzanelli ✔️ Sindaca | 6 051                | 53,86 | 361                         | 3,36   | –     |    |  |  |
| Unione di Centro                 | Cristina Ponzanelli ✔️ Sindaca | 6 051                | 53,86 | 186                         | 1,73   | –     |    |  |  |
|                                  | Renzo Guccinelli               | 4 131                | 36,77 | Partito Democratico         | 1 448  | 13,49 | 3  |  |  |
| Guccinelli Sindaco               | Renzo Guccinelli               | 4 131                | 36,77 | 1 124                       | 10,47  | 2     |    |  |  |
| Insieme per Guccinelli           | Renzo Guccinelli               | 4 131                | 36,77 | 438                         | 4,08   | –     |    |  |  |
| Sinistra e Ambiente              | Renzo Guccinelli               | 4 131                | 36,77 | 296                         | 2,76   | –     |    |  |  |
| Azione - Italia Viva             | Renzo Guccinelli               | 4 131                | 36,77 | 295                         | 2,75   | –     |    |  |  |
| Lavoro per Sarzana               | Renzo Guccinelli               | 4 131                | 36,77 | 247                         | 2,30   | –     |    |  |  |
| Seggio di coalizione             | Seggio di coalizione           | Seggio di coalizione | 36,77 | 1                           |        |       |    |  |  |
|                                  | Federica Giorgi                | 661                  | 5,88  | Movimento 5 Stelle          | 372    | 3,47  | –  |  |  |
| Sinistra per Sarzana (AVS - PRC) | Federica Giorgi                | 661                  | 5,88  | 265                         | 2,47   | –     |    |  |  |
|                                  | Matteo Bellegoni               | 392                  | 3,49  | Partito Comunista Italiano  | 376    | 3,50  | –  |  |  |
| Totale                           | Totale                         | 11 235               | 100   |                             | 10 731 | 100   | 15 |  |  |
|                                  |                                |                      |       |                             |        |       |    |  |  |
| Fonte: Ministero dell'interno    |                                |                      |       |                             |        |       |    |  |  |